# Segovia (Antioquia)

Bandeira de Segovia.

Localização de Segovia, no departamento de Antioquia.

Segovia é uma cidade e município da Colômbia, no departamento de Antioquia. O município está localizado na Cordilheira Central dos Andes, no nordeste do departamento. Dista 200 quilômetros de Medellín.